# Life in 1472
Life in 1472 è il primo album in studio del rapper e produttore discografico statunitense Jermaine Dupri, pubblicato nel 1998.

## Tracce
1. Turn It Out (featuring Nas) – 3:57
2. Money Ain't a Thang (featuring Jay-Z) – 4:14
3. Get Your Sh** Right (featuring Madd Rapper & DMX) – 4:43
4. Fresh (featuring Slick Rick) – 3:53
5. Sweetheart (featuring Mariah Carey) – 4:44
6. Jazzy Hoes (featuring 8Ball, Too $hort, Mr. Black & YoungBloodZ) – 4:38
7. Don't Hate on Me (featuring Da Brat & Krayzie Bone) – 4:17
8. Going Home with Me (featuring Keith Sweat and R.O.C.) – 3:41
9. You Get Dealt Wit (featuring Mase & Lil' Kim) – 3:58
10. The Party Continues (video version) (featuring Da Brat & Usher) – 4:16
11. All That's Got to Go (featuring Da Brat & Latocha Scott) – 4:05
12. Protector's of 1472 (featuring Snoop Dogg, R.O.C. & Warren G) – 4:46
13. Lay You Down (featuring Trina Powell & Tamara Powell) – 4:27
14. Three the Hard Way (featuring Mr. Black & R.O.C.) – 4:17